# Heiko K. Strüder

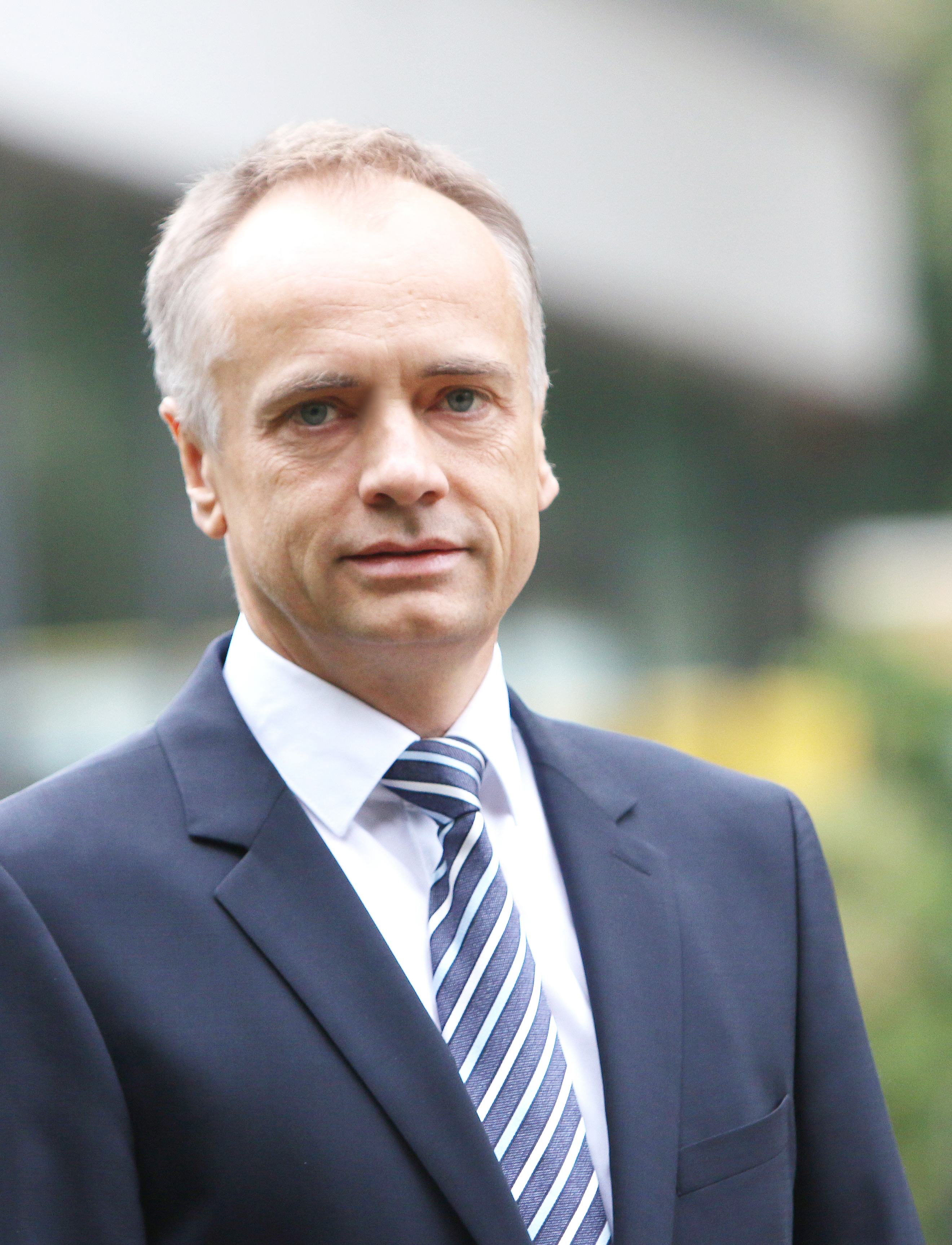
Heiko K. Strüder (2014)

Heiko K. Strüder (* 1965) ist ein deutscher Sportwissenschaftler und Universitätsprofessor an der Deutschen Sporthochschule Köln.

## Biographie
Heiko K. Strüder studierte Sport und Anglistik in Köln und „Exercise Physiology“ in den USA. Nach der Promotion in Sportmedizin/Trainingslehre und Habilitation für Sportwissenschaft unter besonderer Berücksichtigung der Leistungsphysiologie und Endokrinologie an der Deutschen Sporthochschule Köln übernahm er 2001 eine Professur für Sportmedizin/Sportbiologie an der Technischen Universität Chemnitz. Seit 2002 ist er Universitätsprofessor für Trainings- und Bewegungslehre der Individualsportarten (Leichtathletik – Schwimmen – Turnen) und Leiter des heutigen Instituts für Bewegungs- und Neurowissenschaft an der Deutschen Sporthochschule Köln. Strüder war von 2006 bis 2014 Prorektor für Forschung und ständiger Vertreter des Rektors sowie von 2014 bis 2024 in zwei Amtszeiten Rektor der Deutschen Sporthochschule Köln. 

## Forschungsschwerpunkte
Zentraler Arbeitsbereich von Strüder stellt die Analyse neuronaler und endokriner Systeme des Gehirns bei motorischer Aktivität sowie die Erfassung der Gehirndurchblutung und des Gehirnstoffwechsels bei kognitiven und physischen Beanspruchungen trainierter und untrainierter Personen verschiedener Altersstufen dar. Die Bedeutung von Neurotransmittern und neurotrophen Faktoren für die körperliche und kognitive Leistungsfähigkeit sowie Adaptationen dieser Systeme an Training unterschiedlicher Intensität steht im Mittelpunkt seines Forschungsinteresses.
Strüder ist Mitglied im Zentrum für integrative Physiologie im Weltraum (ZiP) sowie im Deutschen Forschungszentrum für Leistungssport Köln (momentum) an der Deutschen Sporthochschule Köln.

## Schwerpunkte Lehre
- Leistungsphysiologie
- Bewegungs-Neurowissenschaft
- Trainingswissenschaft
- Forschungsmethoden

## Preise und Ehrungen
- 1993: Arno-Arnold-Preis des Deutschen Sportärztebundes
- 1993/94: Toyota-Preis der Deutschen Sporthochschule Köln
- 1993/94: Lobende Anerkennung beim Carl-Diem-Wettbewerb des Deutschen Sportbundes

## Ausgewählte Publikationen

### Bücher
- H.K. Strüder, U. Jonath, K. Scholz: Leichtathletik. Trainings- und Bewegungswissenschaft – Theorie und Praxis aller Disziplinen. Strauß, 2013 (915 Seiten)
- H. Boecker, C. Hillman, L. Scheef, H.K. Strüder (Eds.): Functional Neuroimaging in Exercise and Sport Sciences. Springer, New York / Heidelberg 2012 (520 Seiten)
- W. Hollmann, H.K. Strüder: Sportmedizin. Grundlagen für körperliche Aktivität, Training und Präventivmedizin. Schattauer, Stuttgart / New York 2009 (720 Seiten)
- W. Hollmann, H.K. Strüder, H.G. Predel, C. Tagarakis: Spiroergometrie – Kardiopulmonale Leistungsdiagnostik des Gesunden und Kranken. Schattauer, Stuttgart / New York 2006 (298 Seiten)

### Originalarbeiten
- M. Dworak, T. Schierl, T. Bruns, H.K. Strüder: Impact of singular excessive computer game and television exposure on sleep patterns and memory performance of school-aged children. In: Pediatrics, 2007, 120, S. 978–985
- S. Rojas Vega, T. Abel, R. Lindschulten, W. Hollmann, W. Bloch, H.K. Strüder: Impact of exercise on neuroplasticity-related proteins in spinal cord injured humans. In: Neuroscience, 153, 2008, S. 1064–1070
- S Rojas Vega, W. Hollmann, H.K. Strüder: Influences of exercise and training on circulating concentration of prolactin in humans. In: J. Neuroendocrinol., 24, 2012, S. 395–402
- S Rojas Vega, J. Kleinert, M. Sulprizio, W. Hollmann, W. Bloch, H.K. Strüder: Responses of serum neurotrophic factors to exercise in pregnant and postpartum women. In: Psychoendocrinology, 36, 2011, S. 220–227
- S. Rojas Vega, H.K. Strüder, B.V. Wahrmann, A. Schmidt, W. Block, Hollmann, W.: Acute BDNF and cortisol response to low intensity exerxise and following ramp incremental exercise to exhaustion in humans. In: Brain Research, 1121, 2006, S. 59–65
- T Schiffer, S. Schult, B. Sperlich, S. Achtzehn, H. Fricke, H.K. Strüder: Lactate infusion at rest increases BDNF blood concentration in humans. In: Neurosci. Lett., 488, 2011, S. 234–237
- H.K. Strüder, H. Weicker: Physiology and pathophysiology of the serotonergic system and its implications on mental and physical performance. Part I. In: Int. J. Sports Med., 22, 2001, S. 467–481
- H.K. Strüder, H. Weicker: Physiology and pathophysiology of the serotonergic system and its implications on mental and physical performance. Part II. In: Int. J. Sports Med., 22, 2001, S. 482–497